# Anjo Sorridente
O Anjo Sorridente (francês: L'Ange au Sourire) é uma escultura em pedra da Catedral de Reims que foi esculpida entre 1236 e 1245. Esta figura está no portal norte da fachada oeste da catedral.
A estátua do anjo foi decapitada após um incêndio causado por uma bomba alemã na catedral de Reims, durante a Primeira Guerra Mundial, em 19 de setembro de 1914, e a cabeça se partiu em vários pedaços após cair de uma altura de quatro metros.
A cabeça foi recolhida pelo abade Thinot no dia seguinte ao incêndio, e armazenada nas caves do Arcebispo de Reims a ser descoberta pelo arquitecto Max Sainsaulieu em 30 de novembro de 1915. Tornou-se um ícone para a propaganda francesa durante a guerra como um símbolo da "cultura francesa destruída pela barbárie alemã".
Após a guerra, os fragmentos originais foram moldados e preservados no Musée national des Monuments Français. A já famosa escultura foi restaurada e colocada de volta no lugar em 13 de fevereiro de 1926.